# 布拉德利 (緬因州普查規定居民點)
布拉德利（英語：Bradley）是位於美國緬因州佩諾布斯科特縣的一個普查規定居民點。

## 人口
根據2020年美國人口普查的數據，布拉德利的面積為5.47平方千米，當中陸地面積為5.27平方千米，而水域面積為0.20平方千米。當地共有人口765人，而人口密度為每平方千米139.85人。